# Ixora Rojas Paz
Ixora Rojas Paz   (Maracaibo, 24 de juny de 1955 - Caracas, 19 de juny de 2016) va ser una advocada, política i parlamentària veneçolana.
Va exercir com a parlamentària durant el període constitucional 1994-1999 i va ser designada com a Presidenta de la Cambra de Diputats del Congrés de la República a la legislatura 1998-1999.

## Biografia

### Joventut
Va començar a treballar en l'àmbit polític als 13 anys, quan estudiava al Liceu Baralt de Maracaibo, el que la va portar a ser una referència política a la regió zuliana. Es va casar amb un home de Caracas als 14 anys, després de mudar-se a la regió Capital.

### Carrera política
El 1982 es va convertir en dirigent d'Acción Democrática a l'Estat de Zulia, on destacava entre membres notables del partit. Va ocupar el càrrec de Secretària del buró nacional femení del pabelló blanc i una de les veus de pes de l'organització política entre els anys 1980 i 1990.
Va ser elegida diputada al Congrés Nacional al desembre de 1993, per al període 1998-1999, lliurant-li el càrrec a Henrique Capriles Radonski, qui seria l'últim president de la Cambra Baixa abans que dissolguessin el congrés.

El 2008 va presidir l'Associació Llatinoamericana de Dones Socialdemòcrates i va ser candidata independent a la Governació de Zulia, l'única dama entre els 12 aspirants en aquella oportunitat:
| « | Jo seré la candidata de la unitat i la Governadora de la unitat perquè vaig a governar per a tots els zulians. | » |

### La seva mort
Va morir el 19 de juny de 2016 a l'Hospital de Clíniques Caracas, després de contreure càncer el 2015. Les seves restes van ser vetllades a Zulia.